# Плата за страх
«Плата за страх» (фр. Le salaire de la peur) — класичний трилер французького режисера Анрі-Жоржа Клузо, поставлений у 1953 року за однойменним романом Жоржа Арно. Фільм здобув головні нагороди Берлінського і Каннського кінофестивалів, а також премію BAFTA за найкращий фільм . Визнаний однією з вершин жанру. У 1996 році за згодою доньки Клузо фільм було колоризовано. На 17 лютого 2025 року фільм займав 207-му позицію у списку 250 кращих фільмів за версією IMDb.

## Сюжет
Історія відбувається у вигаданому південноамериканському містечку Лас-П'єдрас. Серед метисів та індіанців в ньому проживає й біле населення. Місто оточене пустелею, пов'язане із зовнішнім світом лише злітно-посадковою смугою, але вартість авіаперельотів не по кишені місцевим жителям. Крім американської корпорації «Southern Oil Company» (SOC), яка домінує в містечку, експлуатує довколишні нафтові родовища і володіє обнесеним стіною комплексом в межах міста, можливостей для працевлаштування небагато. SOC експлуатує місцевих робітників і використовує закон у своїх цілях, а містяни від неї залежать.
Головний герой Маріо (Ів Монтан) — саркастичний корсиканський гульвіса, який зневажливо ставиться до своєї подружки Лінди (Вера Клузо). Жо (Шарль Ванель) — підстаркуватий колишній гангстер, який нещодавно прилетів до містечка та швидко зрозумів, що він там застряг. Бімба (Пітер ван Ейк) — замкнутий, тихий голландець, чий батько був убитий нацистами, а сам він три роки працював у соляній шахті. Луїджі (Фолько Луллі), сусід Маріо по кімнаті, — веселий, працьовитий чоловік, який нещодавно дізнався, що помирає від цементного пилу в легенях. Маріо подружився з Жо через їхнє спільне походження, адже вони жили в Парижі, та через його зарозумілий та забіякуватий характер. Між Жо та іншими відвідувачами місцевого бару виникає конфлікт через гучну музику.
Перші сорок хвилин фільму герої переважно знайомляться між собою, нудьгують через неробство і провокують один одного на бійки. Проте монотонна течія стрічки різко змінюється. Сталася катастрофа: на одному з нафтових родовищ SOC спалахує велика пожежа. Єдиний спосіб загасити полум'я і закупорити свердловину - це вибух нітрогліцерину. За браком часу та належного обладнання його доведеться перевозити в каністрах, розміщених у двох великих вантажівках зі штаб-квартири SOC, що за 500 км від місця видобутку нафти. Через поганий стан доріг та вибуховість нітрогліцерину робота вважається вкрай небезпечною. Тому, щоб не мати проблем з профспілкою, головний бригадир Білл О'Брайен (Вільям Таббс) наймає водіїв вантажівок з поміж місцевих мешканців. Незважаючи на небезпеку, багато хто з них зголошується, спокусившись на високу зарплату: 2 000 доларів США кожному водієві. Ця робота для них чи не єдиний спосіб вирватися з цієї глушини. Коло претендентів звузилося до чотирьох водіїв: Маріо, Бімби, Луїджі та німця на ім'я Смерлофф. Смерлофф не з'являється в призначений день, тож його місце займає Жо, який знає О'Брайена ще з часів його бутлегерства. Водії підозрюють, що Жо залякував Смерлоффа, щоб самому отримати роботу.
Жо і Маріо везуть нітрогліцерин в одній машині, Луїджі і Бімба - в іншій, їх розділяють тридцять хвилин, щоб мінімізувати можливі втрати. Водії змушені долати низку фізичних й психологічних труднощів, зокрема ділянку надзвичайно нерівної дороги, яку називають "пральною дошкою", будівельну барикаду, через яку їм доводиться заїжджати на прогнилу платформу над урвищем, та валун, що перегородив їм дорогу. Виявляється, Жо вже не такий сміливий як був раніше, а решта чоловіків скаржаться на його боягузтво. Урешті-решт, вантажівка Луїджі та Бімби вибухає, вбиваючи їх обох.
Далі Маріо і Жо трапляється велика яма на місці вибуху іншої машини. Ця яма швидко заповнюється нафтою із розірваного вибухом трубопроводу. Жо виходить з машини, щоб допомогти Маріо орієнтуватися в заповненій нафтою воронці. Вантажівка може застрягти, якщо зупиниться посеред вирви. Згодом, під час їхніх відчайдушних спроб запобігти застряганню Маріо переїжджає ногу Джо. Хоча машину врешті-решт вдається витягти з багнюки, Жо отримує смертельну травму. Після прибуття на нафтове родовище Жо помирає. Маріо вітають як героя, а той втрачає свідомість від виснаження. Оговтавшись, він збирається їхати додому на тій самій вантажівці. Через смерть Жо він отримує подвійну платню та відмовляється від шофера, якого йому запропонувала SOC.
Маріо радісно їде гірською дорогою. Він весело крутить кермо вправо-вліво під акомпанемент вальсу, змушуючи вантажівку їхати по дорозі з боку в бік. В цей час у містечку під звуки того ж вальсу, танцюючи, містяни святкують його прибуття. Раптом Лінда втрачає свідомість, Маріо різко звертає з дороги, летить вниз з гори та розбивається на смерть.

## В ролях
| Ів Монтан     | ···· | Маріо         |
| Шарль Ванель  | ···· | Жо            |
| Фолько Луллі  | ···· | Луїджі        |
| Пітер ван Ейк | ···· | Бімба         |
| Вера Клузо    | ···· | Лінда         |
| Вільям Таббс  | ···· | Білл О'Брайєн |
| Даріо Морено  | ···· | Ернандес      |

## Робота над фільмом
У 1950 році разом зі своїм братом Жаном (Жером Жеронімі його псевдонім) Клузо почав адаптувати роман Арно до кіносценарію. Він провів у Бразилії медовий місяць зі своєю дружиною Верою (єдиною жінкою у фільмі) і був вражений цією країною, зокрема рівнем бідності, свідком якої він став. Це, ймовірно, спричинило його інтерес до роману Арно та теми грошей і відчаю.
Зйомки розпочалися 27 серпня 1951 року на півдні Франції, неподалік від Сен-Жиля, в Камарзі і спочатку були заплановані на дев'ять тижнів. Містечко, показане у фільмі, було збудоване з нуля. Це місце було обрано замість Іспанії через відмову виконавця головної ролі Іва Монтана працювати в країні, контрольованій фашистами Франко (його сім'я втекла з фашистської Італії у 1920-х роках). 
Тут творці фільму зіткнулися з численними проблемами. В той час йшли сильні дощі, через що автомобілі застрягали, крани падали, а декорації були зруйновані; режисер зламав щиколотку, а Вера Клузо захворіла. Це призвело до затримки знімального процесу аж до літа 1952 року і перевищення бюджету на 50 мільйонів франків. На цьому нещастя фільму не закінчилися: через негативне зображення вигаданої американської нафтової компанії деякі частини були визнані "антиамериканськими", що призвело до значних змін в американській версії фільму. Але, незважаючи на такий складний старт, «Плата за страх» стала одним із найвідоміших трилерів своєї епохи.

## Сприйняття та критика
Фільм отримав схвальні відгуки критиків одразу після виходу на екрани. Бослі Краутер з «Нью-Йорк Таймс» писав: «Хвилювання (під час перегляду) пояснюється усвідомленням того, що таке нітрогліцерин і як обережно, затамувавши подих, з ним потрібно поводитися. Ти сидиш і чекаєш, що ось-ось кінотеатр вибухне».Фільм також мав успіх у публіки, було продано 6 944 306 квитків у Франції, де він став четвертим, за касовими зборами, фільмом року.
У 1982 році Полін Кейл назвала його «екзистенційним трилером — найоригінальнішою та найшокуючою французькою мелодрамою 50-х років. ...Лише дурень повірить, що характер визначає долю, коли ти можеш підірватися будь-якої миті. ...Якщо це не притча про становище людини в сучасному світі, то принаймні її ілюстрація. ...Ми бачимо, що насильство використовується не просто для захвату — воно використовується, подібно до фільмів Ейзенштейна та Бунюеля: щоб змусити глядача побачити людський досвід». У 1992 році Роджер Еберт заявив, що «тривалі напружені епізоди фільму заслуговують на місце серед великих зразків кінематографа». Леонард Малтін присудив фільму 3½ зірки з 4, назвавши його «навдивовижу суворим і надзвичайно напруженим кіноепосом». У 2019 році фільм посів 9 місце у списку «100 найкращих фільмів світового кіно» журналу Empire. На сайті Rotten Tomatoes повідомляється, що 100% критиків дали позитивну оцінку фільму на основі 53 рецензій, із середньою оцінкою 8,90/10. Консенсус критиків звучить так: «Класика екзистенційного трилера, «Плата за страх» поєднує безперервну напругу з дошкульною сатирою; її вплив й досі відчувається у сучасних гостросюжетних фільмах». Metacritic повідомляє про оцінку 85 балів зі 100 на основі 15 рецензій, вказуючи на «загальне визнання».

## Реставрація
В 2017 році «TF1 Studio» було завершено повну реставрацію фільму у форматі 4K на основі оригінального негативу. Кольорокорекцією у форматі 4K займався Жером Біґер (фр. Jérôme Bigueur) під керівництвом Гійома Шиффмана.

## Рімейки
Під враженням від міжнародного успіху «Плати за страх» було знято два американські рімейки: «Пекельна дорога» (англ. Violent Road, 1958) режисера Говарда Коха і «Чаклун» (англ. Sorcerer, 1977) режисера Вільяма Фрідкіна.  Хоча Фрідкін стверджує, що його фільм є адаптацією роману Арно.
Третій рімейк вийшов наприкінці березня 2024 року на Netflix. У новому фільмі режисера Жульєна Леклерка знялися Франк Ґастабід, Альбан Ленуар, Ана Жирардо та Софіан Зермані.

## Українське озвучення
Українською мовою фільм був вперше перекладений та озвучений спільнотою "VHS Record" у 2025 році.

## Нагороди
| Нагороди та номінації фільму «Плата за страх» | Нагороди та номінації фільму «Плата за страх» | Нагороди та номінації фільму «Плата за страх» | Нагороди та номінації фільму «Плата за страх» | Нагороди та номінації фільму «Плата за страх» | Нагороди та номінації фільму «Плата за страх» |
| Рік                                           | Кінофестиваль/кінопремія                      | Категорія/нагорода                            | Номінант                                      | Результат                                     |                                               |
| --------------------------------------------- | --------------------------------------------- | --------------------------------------------- | --------------------------------------------- | --------------------------------------------- | --------------------------------------------- |
| 1953                                          | Берлінський кінофестиваль                     | Золотий ведмідь                               | Плата за страх                                | Перемога                                      |                                               |
| 1953                                          | 6-й Каннський міжнародний кінофестиваль       | Гран-прі                                      | Плата за страх                                | Перемога                                      |                                               |
| 1954                                          | Премія синдикату французьких кінокритиків     | Найкращий фільм                               | Плата за страх                                | Перемога                                      |                                               |
| 1954                                          | Блакитна стрічка                              | Найкращий фільм іноземною мовою               | Плата за страх                                | Перемога                                      |                                               |
| 1955                                          | Премія BAFTA                                  | Найкращий фільм з будь-якої країни            | Плата за страх                                | Перемога                                      |                                               |